# Панцирев, Сергей Николаевич
Сергей Николаевич Панцирев (род. 1969, Москва) — русский поэт, переводчик.

## Биография
Окончил факультет автоматики и вычислительной техники Московского энергетического института. C 1998 года занимался интернет-проектами в России и за рубежом, в этом же году создал сайт Cевы Новгородцева seva.ru, за который получил премию «Золотой сайт» 2000 года и Национальную интернет-премию 2002 года. Участник протестного движения в России (2011-2013). Эмигрировал в 2014 году, живёт в Будапеште.
По собственным словам, «литературой занимается с 20 лет, отдавая предпочтение лирической поэзии». Первый сборник стихов, «Рефлексия», был издан в Москве в 1994 году, в издательстве МЭИ. Второй сборник, «Настоящее время», издан в Санкт-Петербурге в 2004 году издательством «Геликон Плюс». Кроме того, стихи Сергея были опубликованы в журналах «Студенческий меридиан» и «Октябрь», а в переводах — в литературных журналах Agenda, Poezja dzisiaj и Irodalmi Jelen.
В 2021 году был издан двуязычный сборник «Короткие волны / Rövid hullámok», в который вошли как стихи С. Панцирева из предыдущих книг, так и не публиковавшиеся ранее произведения в оригинале и в переводах на венгерский язык.
В 2022 году представлял Венгрию на фестивале Всемирного дня поэзии ЮНЕСКО в Варшаве, в 2023 — на международном фестивале поэзии «Babilon literar» . Лауреат поэтического конкурса журнала «Эмигрантская лира» (Льеж, Бельгия) 2024 г.
Переводил английских поэтов Ричарда Маккейна и Дэниела Вайсборта, венгерских поэтов Юдит Вихар и Дьёрдя Мандича. Поэтические переводы Сергея Панцирева опубликованы в антологии болгарской поэзии «Из века в век», антологии «Из не забывших меня. Иосифу Бродскому. In memoriam» и сборникe «Иосиф Бродский глазами современников», а также в журналах «Юность» и «Иностранная литература».
Как журналист сотрудничал с сайтом Zvuki.ru, а также опубликовал книгу «Вина Венгрии». В 2010-11 годах вёл в московском клубе «Две империи» практический курс стихосложения и поэтического мастерства. 
В 2025 году организовал в Будапеште международный поэтический фестиваль Danube Spring с участием поэтов из 12 стран. 
Состоит в Союзе писателей Москвы и в венгерском отделении PEN-клуба.

## Стихи и переводы в антологиях
- Из века в век. Болгарская поэзия / Сост., предисл., примеч. Е. В. Исаевой, С. Н. Гловюка, А. В. Герасимова; Предисл. к серии В. Г. Куприянова. — М.: Пранат, 2005. — 704 с. — ISBN 5-94862-022-0.
- Иосиф Бродский глазами современников. Книга вторая (1996—2005). / Под ред. В. Полухиной — СПб.: «Журнал „Звезда“», 2006. — 544 с. — ISBN 5-7439-0105-8.
- Из не забывших меня. Иосифу Бродскому. In memoriam. / Сост. и ред. В. Полухиной. — Томск, 2015 — 496 c.: ил. — ISBN 978-5-904255-27-5.
- Constellation de la Lyre éd. par A. Melnik, Liège, Maison de la Poésie d'Amay, 2024 — 160 c. — ISBN 978-2-491481-17-9
- Örömutazás, Vihar Judit versforditasai, 3. kötet. Budapest, Napkút kiadó, 2024 — 134 o. — ISBN 978-615-6555-67-0
- Tavasz a Dunán. — Budapest, 2025 — 160 o. — ISBN 978-2-491481-20-9